# ザップバット駅
ザップバット駅(ベトナム語：Ga Giáp Bát / 𥩤甲八?)は、ベトナムのハノイに位置するベトナム鉄道の駅である。

## 利用可能な路線
ベトナム鉄道
南北鉄道
- ゴクホイから当駅およびハノイ駅を経由してイエンヴィエンに至るまでの区間にハノイ都市鉄道1号線を建設する計画が存在する[1]。

## 隣の駅
南北鉄道
ハノイ駅 - ザップバット駅 - ヴァンディエン駅